# Golekanye Kebonye Chikani
Golekanye Kebonye Chikani (* 14. März 2002) ist eine botswanische Sprinterin und Hürdenläuferin, die sich auf die 400-Meter-Distanz spezialisiert hat.

## Sportliche Laufbahn
Erste internationale Erfahrungen sammelte Golekanye Kebonye Chikani im Jahr 2018, als sie bei den Afrikanischen Jugendspielen in Algier mit 61,88 s in der Vorrunde im 400-Meter-Lauf ausschied. 2023 schied sie bei den World University Games in Chengdu mit 24,73 s in der ersten Runde im 200-Meter-Lauf ausschied und schied über 400 Meter mit 54,86 s im Halbfinale aus. Zudem wurde sie mit der botswanischen 4-mal-100-Meter-Staffel im Vorlauf disqualifiziert. Im Jahr darauf belegte sie bei den Afrikameisterschaften in Douala mit der 4-mal-400-Meter-Staffel in 3:33,13 min den vierten Platz.
2022 wurde Chikani botswanische Meisterin im 400-Meter-Hürdenlauf sowie 2023 in der 4-mal-400-Meter-Staffel.

## Persönliche Bestleistungen
- 200 Meter: 24,73 s (+0,8 m/s), 3. August 2023 in Chengdu
- 400 Meter: 53,33 s, 11. Mai 2024 in Potchefstroom
- 400 m Hürden: 62,45 s, 14. Mai 2022 in Francistown